# Distretto di Jhunjhunu
Il distretto di Jhunjhunu è un distretto del Rajasthan, in India, di 1 913 099 abitanti. È situato nella divisione di Jaipur e il suo capoluogo è Jhunjhunu.